# Liste der Stolpersteine in Johanngeorgenstadt

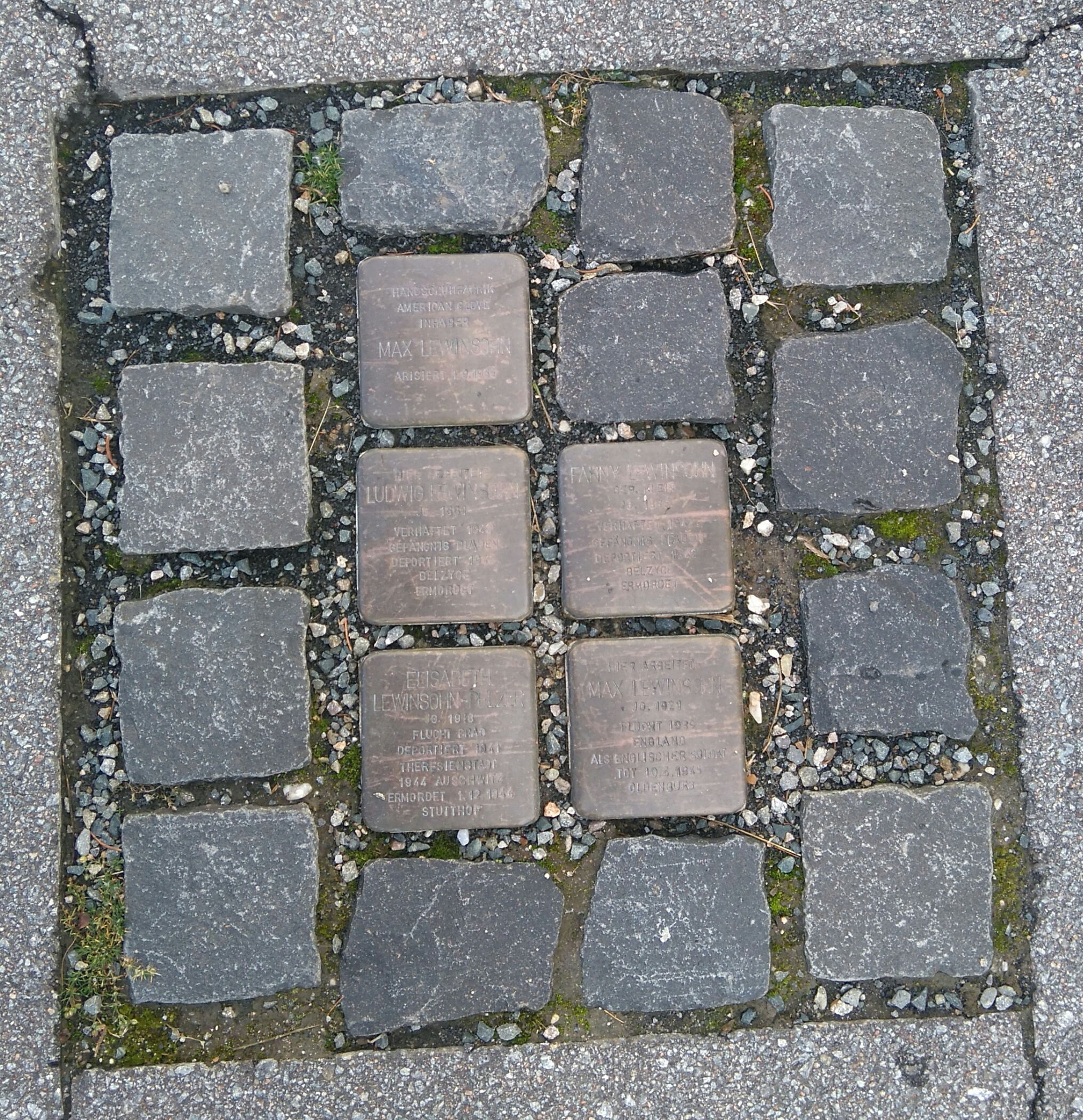
Stolpersteine in Johanngeorgenstadt (Zustand 2017)

In der Liste der Stolpersteine in Johanngeorgenstadt werden die vorhandenen fünf Gedenksteine aufgeführt, die im Rahmen des Projektes Stolpersteine des Künstlers Gunter Demnig am 31. Juli 2015 auf Initiative des Schwarzenberger Jugendvereins Agenda Alternativ und mit Unterstützung des Bürgermeisters Holger Hascheck und mehrerer Bürger in Johanngeorgenstadt verlegt worden sind. Dabei handelt es sich um drei Stolpersteine für die Familie Lewinsohn und einen sog. Kopfstein für eine Personengruppe der genannten Firma.
Im Sommer 2020 wurde in der Nähe der Stolpersteine eine vom Unternehmer Siegfried Ott finanzierte Gedenktafel für die jüdische Fabrikantenfamilie Lewinsohn errichtet.

## Verlegte Stolpersteine
| Adresse                           | Name                           | Inschrift | Verlegedatum  | Bild | Anmerkung |
| --------------------------------- | ------------------------------ | --- | ------------- | --- | --- |
| Eibenstocker Straße 24 (Standort) | Handschuhfabrik American Glove | Handschuhfabrik American Glove Inhaber Max Lewinsohn arisiert 1.9.1939                                                    | 31. Juli 2015 | Bild gesucht Die Wikipedia wünscht sich an dieser Stelle ein Bild vom Ort mit diesen Koordinaten 50.4295892 12.7217281 . Motiv: Stolperstein Eibenstocker Straße Falls du dabei helfen möchtest, erklärt die Anleitung , wie das geht. BW | Max Lewinsohn war Geschäftsführer (nicht Inhaber) der American Glove Mfg. GmbH in Johanngeorgenstadt, deren Geschäftsvertrag am 24. Juni 1912 abgeschlossen wurde. Er starb kurz darauf am 10. Oktober 1912. Zum Zeitpunkt der Arisierung der Firma 1939 waren seine Söhne Besitzer der Firma. |
| Eibenstocker Straße 24 (Standort) | Ludwig Lewinsohn               | Hier arbeitete Ludwig Lewinsohn Jg. 1881 verhaftet 1942 Gefängnis Plauen deportiert 1942 Belzyce ermordet                 | 31. Juli 2015 | Bild gesucht Die Wikipedia wünscht sich an dieser Stelle ein Bild vom Ort mit diesen Koordinaten 50.4295892 12.7217281 . Motiv: Stolperstein Eibenstocker Straße Falls du dabei helfen möchtest, erklärt die Anleitung , wie das geht. BW | geboren am 18. Dezember 1881 in Johanngeorgenstadt. Er arbeitete nicht nur in der Firma American Glove, sondern war bis 1939 deren Teilbesitzer und Leiter. |
| Eibenstocker Straße 24 (Standort) | Fanny Lewinsohn                | Fanny Lewinsohn geb. Klein Jg. 1885 verhaftet 1942 Gefängnis Plauen deportiert 1942 Belzyce ermordet                      | 31. Juli 2015 | Bild gesucht Die Wikipedia wünscht sich an dieser Stelle ein Bild vom Ort mit diesen Koordinaten 50.4295892 12.7217281 . Motiv: Stolperstein Eibenstocker Straße Falls du dabei helfen möchtest, erklärt die Anleitung , wie das geht. BW | geboren am 9. Oktober 1885 in Cheb |
| Eibenstocker Straße 24 (Standort) | Elisabeth Lewinsohn-Pelzer     | Elisabeth Lewinsohn-Pelzer Jg. 1918 Flucht Prag deportiert 1941 Theresienstadt 1944 Auschwitz ermordet 1.12.1944 Stutthof | 31. Juli 2015 | Bild gesucht Die Wikipedia wünscht sich an dieser Stelle ein Bild vom Ort mit diesen Koordinaten 50.4295892 12.7217281 . Motiv: Stolperstein Eibenstocker Straße Falls du dabei helfen möchtest, erklärt die Anleitung , wie das geht. BW | geboren am 4. Juli 1918 in Karlovy Vary |
| Eibenstocker Straße 24 (Standort) | Max Lewinsohn                  | Hier arbeitete Max Lewinsohn Jg. 1921 Flucht 1939 England als englischer Soldat tot 10.4.1945 Oldenburg                   | 31. Juli 2015 | Bild gesucht Die Wikipedia wünscht sich an dieser Stelle ein Bild vom Ort mit diesen Koordinaten 50.4295892 12.7217281 . Motiv: Stolperstein Eibenstocker Straße Falls du dabei helfen möchtest, erklärt die Anleitung , wie das geht. BW | geboren am 28. April 1921 in Karlovy Vary |